# Whittlesea, Victoria
Whittlesea är en del av en befolkad plats i Australien. Den ligger i regionen Whittlesea och delstaten Victoria, omkring 36 kilometer norr om delstatshuvudstaden Melbourne.
Runt Whittlesea är det ganska glesbefolkat, med 26 invånare per kvadratkilometer.. Närmaste större samhälle är Epping, omkring 17 kilometer sydväst om Whittlesea. 
Trakten runt Whittlesea består till största delen av jordbruksmark. Genomsnittlig årsnederbörd är 1 244 millimeter. Den regnigaste månaden är juli, med i genomsnitt 140 mm nederbörd, och den torraste är januari, med 49 mm nederbörd.